# Calle Mayor (pel·lícula)
Calle Mayor —en francès, Grand Rue— és una pel·lícula hispano-francesa de 1956 dirigida per Juan Antonio Bardem i interpretada en els seus principals papers per Betsy Blair i José Suárez. Està molt lliurement inspirada en l'obra teatral de Carlos Arniches La señorita de Trevélez, però eliminant-ne els elements còmics i potenciant els dramàtics. D'aquesta manera, resulta ser un aspre drama que realitza un dur retrat de la vida en una ciutat provinciana. Va obtenir diversos premis nacionals i internacionals i està generalment considerada com la millor pel·lícula del seu director.

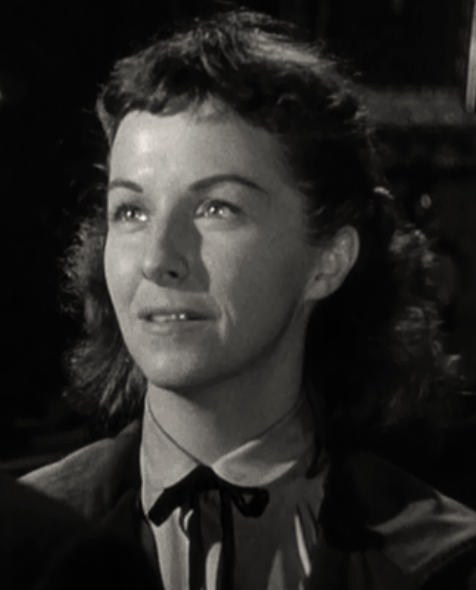
Betsy Blair, protagonista de la pel·lícula

## Antecedents
En 1956, Juan Antonio Bardem tenia 34 anys. En 1951 havia codirigit la seva primera pel·lícula —Esa pareja feliz— junt amb Luis García Berlanga. Pero va ser l'estrena de Bienvenido, Mister Marshall (1952), de la que en va coescriure el guió, el que el va donar a conèixer. Després va realitzar Cómicos, Felices Pascuas (1954), i Muerte de un ciclista (1955), que va tenir gran èxit internacional i va obtenir el Premi de la crítica en un Festival Internacional de Cinema de Cannes en el qual, a més, Bardem va formar part del jurat de la secció oficial. El cineasta era militant del clandestí Partit Comunista d'Espanya (PCE), i la seva ideologia política es reflectia al seu cinema. Com ell mateix va dir més tard «tot el cinema que he fet com a autor o com a treballador de cinema ha anat unit de forma solidària amb el meu treball en el partit i amb la meva lluita política dins d'ell».
En aquest moment, Bardem era la màxima figura del cinema espanyol, i dins d'ell estava situat en un grup que s'ha denominat «cinema de la dissidència», format per directors amb intencions renovadores i oposats als partidaris de les tradicionals pel·lícules històriques amb decorats de cartó pedra o musicals amb artistes folklòriques. En una entrevista Bardem va afirmar que «el deure del cinema realista és sempre el de mostrar en un llenguatge de llums, imatges, sons, l'autèntica realitat del nostre món, del nostre ambient quotidià, “aquí i ara”, en el lloc on vivim avui». I va ser en 1955 quan, a instàncies del Partit Comunista, es van organitzar a Salamanca unes trobades sobre cinema que són coneguts com les Converses de Salamanca. El seu organitzador va ser el també comunista Ricard Muñoz Suay, qui va aconseguir que participessin en l'esdeveniment sectors catòlics i falangistes. Bardem va presentar una ponència titulada «Informe sobre la situació actual de la nostra cinematografia» en la qual va incloure una lapidària sentència: «El cinema espanyol és políticament ineficaç, socialment fals, intel·lectualment ínfim, estèticament nul, industrialment raquític». Aquest esdeveniment, al costat de les lectures polítiques de Muerte de un ciclista que arribaven de l'estranger van fer que les autoritats franquistes s'adonessin del missatge de la pel·lícula. Com a conseqüència, la censura va decidir examinar amb més atenció els seus treballs posteriors.
Algunes historiadores feministes parlen d'un pretès «cinema de dones» protagonitzat per personatges atractius per al públic femení. En l'època de la dictadura de Franco serien exemples pel·lícules com El fantasma y Doña Juanita (Rafael Gil, 1944), Nada (Edgar Neville, 1947), Locura de amor, (Juan de Orduña, 1948) i Pequeñeces... (Juan de Orduña, 1950). Calle Mayor es pot enquadrar en aquest grup de films que ja s'havia estilitzat notablement amb Cielo negro (Manuel Mur Oti, 1951). Tant en la cinta de Mur com en la de Bardem es detecta un interès per realitzar «pel·lícules de tesis», «cinema d'autor» conforme a la doctrina plantejada per la revista francesa Cahiers du Cinéma i amb suport pels festivals. L'important ja no era la factura visual de la pel·lícula, sinó el prestigi del director, artista compromès estètica, moral i, moltes vegades, políticament.

## Sinopsi
La pel·lícula comença amb les imatges d'uns homes portant un taüt fins a un habitatge. Després se senten els crits d'empipament de don Tomás, qui assegura no estar encara mort, sinó molt viu. Més tard, els autors de la broma riuen en el casino mentre juguen al billar. Un pis més a baix, Federico, amic d'un dels bromistes anomenat Juan, parla amb don Tomás intentant convèncer-li que escrigui en una revista de la capital. El veterà intel·lectual rebutja l'oferta i diu tenir tot escrit i preferir viure en aquesta petita ciutat provinciana.

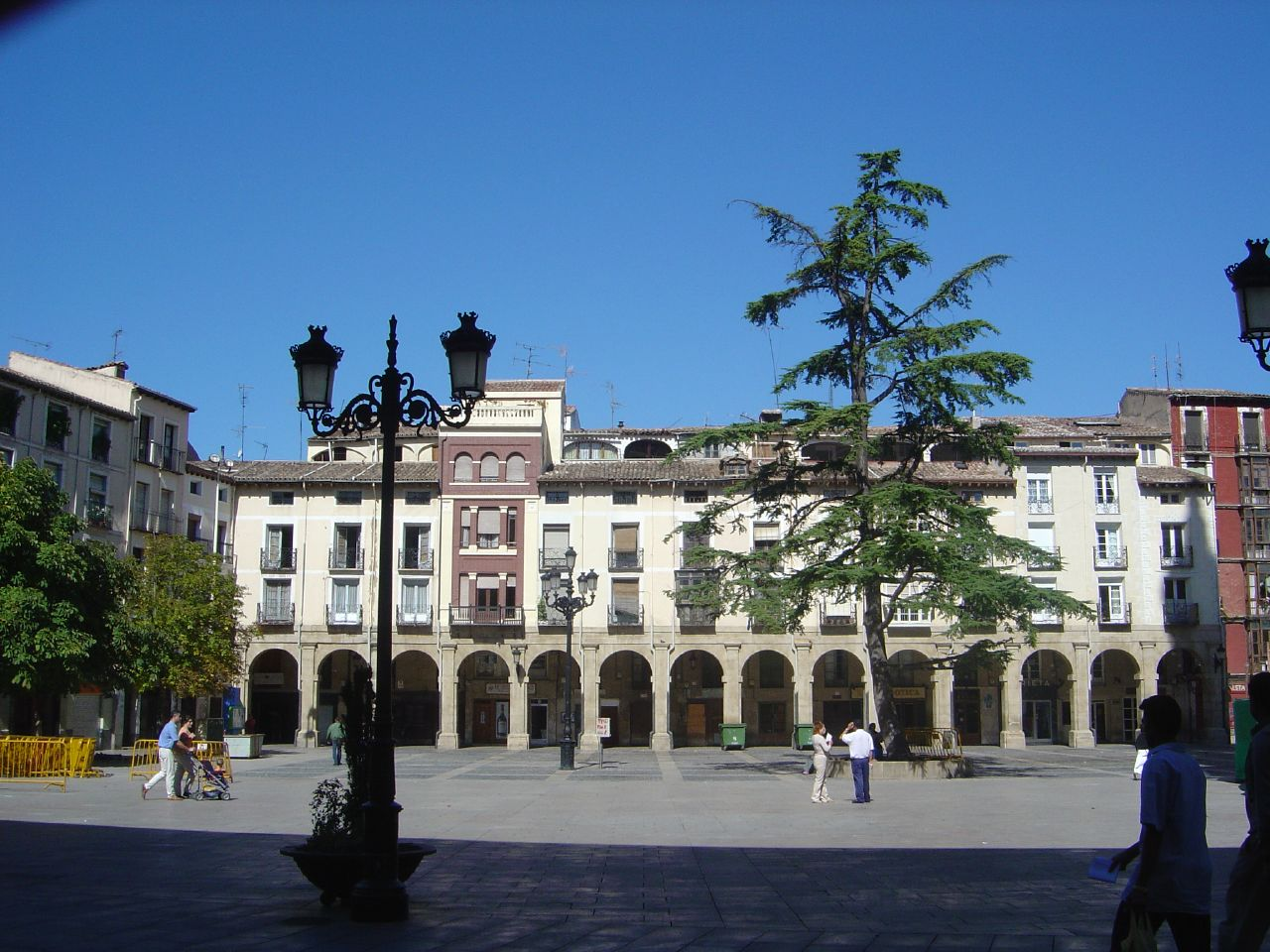
Plaça del Mercat de Logronyo, un dels escenaris del film.

Juan i Federico passegen i el primer saluda a un grup de senyores entre les quals es troba Isabel, dona de trenta i tants anys considerada ja com a conca. Quan, l'endemà, Juan acomiada Federico a l'estació del ferrocarril, es troba de nou amb Isabel i tots dos mantenen una relaxada i amable conversa. En arribar la trobada a oïdes dels seus amics del casino, aquests ordeixen una broma consistent en què Juan cortegi Isabel, li declari el seu amor i li demani en matrimoni per a, a continuació, revelar que tot és una broma. Juan es resisteix inicialment, però acabarà accedint davant la insistència dels seus amics.
El pla va tenint efecte. Una sèrie de trobades de Juan amb Isabel despertaran l'interès d'aquesta, després la il·lusió i, finalment, l'amor. El fals galant es declara durant una processó i després la parella farà plans de noces. Simultàniament, Juan manté trobades sexuals amb Tonia, una prostituta que també està enamorada d'ell.
Conforme el pla avança, Juan es va adonant del mal que la broma causarà a Isabel i no sap com abandonar el pla sense danyar a la dona. Durant una visita al pis en construcció que ella planeja comprar per a la seva vida en comú, sent la temptació d'assassinar-la llançant-la per un fossat però, lluny de fer-ho, li salva la vida quan ella està a punt de caure accidentalment. La seva preocupació li porta a demanar consell al seu amic Federico, qui torna a visitar-lo des de la capital. Aquest li aconsella que digui la veritat a l'enganyada Isabel, però Juan no s'atreveix. Finalment, un dels amics ordeix la forma de posar fi a l'engany; en el pròxim ball social durant el qual està previst anunciar el compromís, simularan haver descobert que Juan ja està compromès. D'aquesta forma ell quedarà lliure. Encara que Juan sembla complagut per la solució, Federico s'encara amb el grup i els acusa de ser uns canalles.
Finalment, poques hores abans de la celebració del ball i després d'haver fugit Juan, serà Federico qui li expliqui la veritat a Isabel. Els somnis de l'enamorada es fan miques i s'adona que, a més de la solteria, haurà d'afrontar el ridícul. Federico li suggereix que viatgi amb ell a la capital i s'estableixi allí, lliure de murmuracions. No obstant això, arribat el moment de la partida del tren, Isabel no s'atreveix a abandonar el seu món i torna a casa. Allí contempla el carrer sota la pluja a través dels vidres de la finestra.

## Argument

### L'origen teatral
La pel·lícula està inspirada en l'obra teatral de Carlos Arniches La señorita de Trevélez, si bé té notables diferències amb ella. Aquest conta com Numeriano Galán, qui presumeix de conqueridor i competeix amb Pablo Picavea per aconseguir els favors de Soledad, criada dels Trevélez, és víctima d'una broma. Els membres del Guasa-Club envien una carta amorosa en el seu nom a Flora Trevélez, conca poc agraciada, qui accepta gustosa les proposicions. La satisfacció que la notícia causa en l'irascible Gonzalo Trevélez, germà de Flora, intimidarà a Numeriano, qui no s'atreveix a desfer l'engany per temor a la reacció d'aquell. Per a desfer l'embull, Picavea simularà estar enfadat i diu a Flora que Numeriano està casat. Tanmateix, Gonzalo reacciona reptant a duel a Picavea, la qual cosa suposaria la seva mort segura. El temor de Numeriano a contreure matrimoni li farà buscar en va una sortida després d'una altra, fins a arribar a la conclusió que ha de dir la veritat. Els equívocs se succeeixen fins al final, provocant la hilaritat de l'espectador.

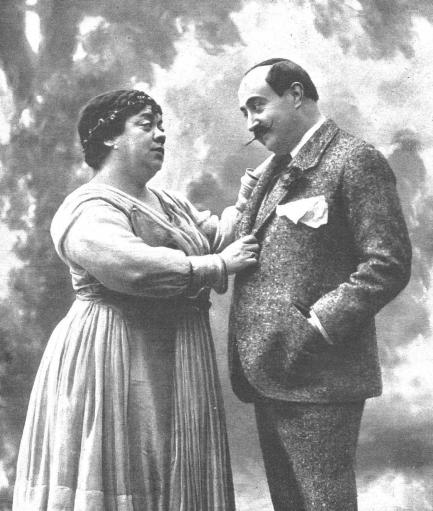
La señorita de Trevélez és un personatge molt diferent de la Isabel de Calle Mayor

L'obra està sustentada en enginyosos jocs verbals i gestuals que lleven ferro al conflicte mostrat i creen un efecte d'acumulació humorística. Només l'espectador comprèn la situació íntegrament, a diferència dels personatges, que tenen una informació parcial. El rerefons social apareix només lleument esbossat al final, quan se censura la baixesa moral provinciana i la burla de les desgràcies alienes. L'obra ja va ser portada al cinema en 1935 per Edgar Neville, qui es va prendre algunes llicències amb el consentiment de Arniches, però sense alterar la seva essència.

### Guió
El propi Bardem va escriure el primer guió original entre el 29 de juliol i el 29 d'agost de 1955 durant les seves vacances a la seva casa de Las Navas del Marqués. Es va inspirar en la peça de Arniches i —quant a certa situació més que respecte a la trama— a Doña Rosita la soltera, de Federico García Lorca, obres que mostren la situació de dependència de la dona a l'Espanya de la primera meitat del segle xx, condemnada a casar-se o fracassar socialment i sense possibilitat de realitzar una vida pròpia. No obstant això, el guionista no estava interessat per la comicitat de La señorita de Trevélez i es va centrar en els aspectes tràgics de l'obra. Va suprimir el personatge de Gonzalo i es va centrar en el de la seva germana Flora, batejada ara com Isabel. D'altra banda, el personatge del professor es va desdoblegar en dos diferents: don Tomás, el veterà intel·lectual que resideix a la ciutat provinciana, i Federico, l'amic de Juan que viu en la capital. Quant als amics de Juan, mantenen el to caricaturesc de l'obra teatral, però amb major complexitat.
Isabel, la protagonista de Calle Mayor, és també una conca com a Flora Trevélez, però no és presentada de forma ridícula. Molt al contrari, és dignificada per Bardem per a realitzar en ella una anàlisi de la dona de la burgesia provinciana. Juan també és foraster i apareix com a fals pretendent, però ho fa voluntàriament, pressionat per un grup d'amics bromistes. Tampoc presumeix de conqueridor com Numeriano. Lluny dels graciosos equívocs presents en l'obra de Arniches, la pel·lícula mostra un engany cruel i amarg en el qual els suposats amics de Juan no vacil·laran a pressionar-lo perquè continuï amb la burla.
La pel·lícula és així un drama molt allunyat del sainet en el qual s'inspira. El relat de l'engany serveix per a mostrar com el costum i la tradició s'imposen sobre el desig. Es presenta una societat castrant que no deixa espai a la felicitat. Els bromistes també pretenen simular que Juan està casat —com en l'obra teatral— però sorgeix el personatge de Federico, que s'oposa a l'engany. Aquest encarna una transcendental diferència amb la comèdia d'Arniches, perquè es nega al fet que Isabel sigui tractada com una conca ridícula. D'aquesta forma, el to amarg predomina en la història de Bardem. A més, ja que l'espectador disposa sempre de major informació que els personatges —especialment la ingènua protagonista— viu el drama amb major intensitat.
Bardem era plenament conscient que la censura el vigilaria més estretament que a Muerte de un ciclista, per la qual cosa va renunciar a realitzar una altra pel·lícula estrictament política i va optar per una obra amb un contingut més social. El film mostra com la societat d'una opressiva ciutat provinciana pot arribar a aniquilar als individus. No obstant això, la cinta també permet una certa lectura política, ja que el director pretén mostrar aquesta situació a conseqüència de la dictadura franquista. Aquesta impossibilitat de plantejar un missatge polític més explícit propícia, segons el parer d'un sector crític, que els personatges tinguin major versemblança que en l'anterior pel·lícula del director madrileny, ja que els seus comportaments no estan tan directament condicionats per la conclusió preestablerta per l'autor.
Com indica el títol, el centre social de la ciutat és el Carrer Major. Allí regeixen determinades regles socials no escrites. És el lloc pel qual la gent passeja, es veu i se saluda cada dia; però una dona que continua soltera a determinada edat ja no ha d'exhibir-s'hi i ha de quedar relegada a la cuina i l'església. Aquest és el cas d'Isabel, que ja ha complert trenta-cinc anys.
En el guió original, després de conèixer-se l'engany Juan confessava finalment a Isabel que estava realment enamorat d'ella; no obstant això, ella el rebutjava. Sembla que el canvi va ser realitzat pel mateix director per voluntat pròpia i no per mandat de la censura.

### La censura

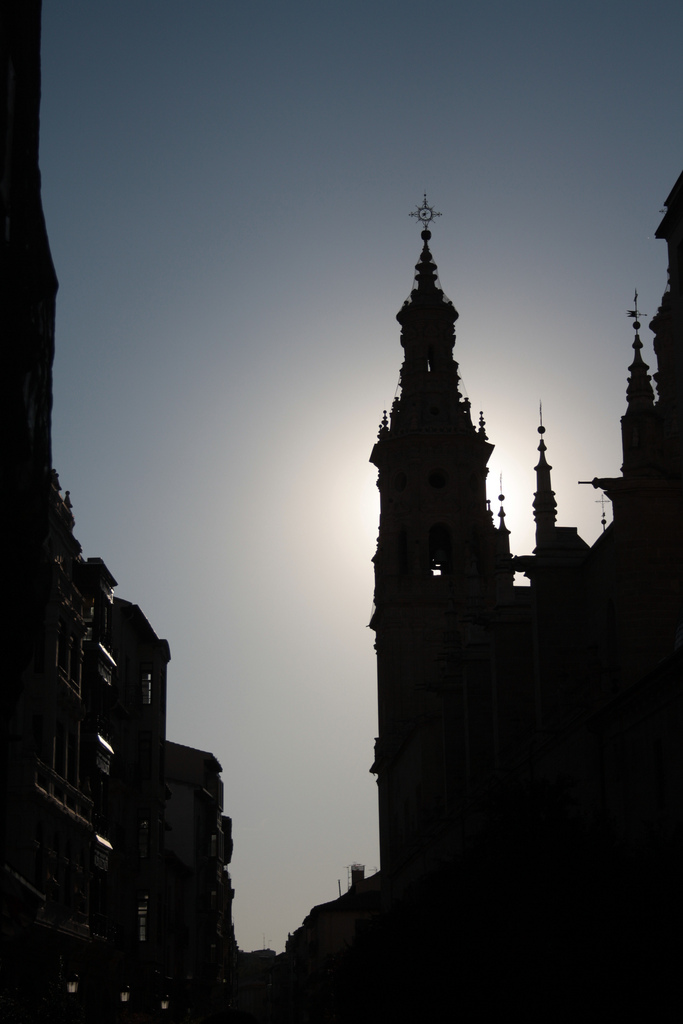
La imatge de la catedral i el so de les seves campanes estan presents al llarg del film malgrat els intents de la censura per mitigar la presència eclesiàstica.

Donada la importància del realitzador, va ser el propi director general de cinematografia —Manuel Torres López— qui va establir personalment amb Bardem els canvis en el guió suprimint unes vint seqüències. La principal preocupació dels censors era que el lloc en el qual transcorria l'acció no es pogués identificar amb Espanya. En conseqüència, es va afegir una introducció narrada per una veu en off que explicava que els fets podien succeir en qualsevol ciutat de qualsevol país. També es va procurar eliminar tots els rètols de comerços i altres cartells que poguessin servir per a localitzar geogràficament la ciutat. En aquest propòsit els censors no van tenir èxit, perquè l'ambientació del film revela inequívocament que es tracta d'una ciutat espanyola, i l'empleat de l'estació del ferrocarril llueix un típic capell de RENFE. La referida introducció se superposa sobre dues panoràmiques encadenades inspirades en No hi ha pau entre les oliveres (1950) de Giuseppe de Santis. En estar narrada de forma similar als informatius cinematogràfics oficials del NO-DO, la sensació de l'espectador d'estar contemplant un lloc d'Espanya s'accentua encara més.
La segona preocupació va ser reduir tot el possible la presència de sacerdots i religiosos. No obstant això, el toc de les campanes de la catedral està present durant tota la història i, quan Juan i Isabel es besen a l'albereda, el pas dels seminaristes interfereix en la seva relació amorosa. Encara en la fase de muntatge va caldre realitzar alguns talls per a mitigar les referències a l'ambient clerical o a la promiscuïtat dels senyorets provincians, així com per a eliminar algun petó.
Altres retallades del guió eren previsibles. Com l'esment que Federico ha d'acabar precipitadament la seva primera visita pel fet que precisament la revista en la qual treballa ha sofert els efectes de la censura.
La censura operava en dues fases: una prèvia, examinant i modificant el guió, i una altra posterior, visionant el muntatge final i realitzant corts. Les observacions de la primera s'enviaven als productors qui, després de seguir les indicacions, les destruïen. Però les de la segona es conserven parcialment en els arxius estatals. Alguns dels canvis suggerits  van ser:
- Suprimir el pla d'uns sacerdots quan Juan diu que per la ciutat mai passen companyies de revista.
- Suprimir dues paraules d'una frase d'Isabel en la qual diu que tots els companys de promoció del seu difunt pare militar són ja generals «i més», en clara referència al generalíssim Franco.
- En la seqüència de la processó, suprimir l'inserit d'unes dones majors entre la pregunta de Juan a Isabel sobre si ella també li vol i la intromissió d'una senyora que li pregunta a ell si pertany a la congregació.
- Reduir les efusions amoroses dels nuvis en el portal.
- Suprimir l'acusació de Federico que la culpable és «la ciutat, tota la ciutat».[34]

## Producció
Després d'haver utilitzat la mateixa fórmula a Muerte de un ciclista, Bardem va decidir rodar Calle Mayor en règim de coproducció. El capital va ser espanyol al 70% i francès al 30%, intervenint com a productors Manuel Goyanes i Serge Silberman. Donada la notorietat aconseguida pel director, això facilitava l'estrena de la pel·lícula en altres països europeus i propiciava la seva major recaptació. També permetia contractar a alguna estrella internacional, com va ser el cas de l'estatunidenca Betsy Blair. Una altra conseqüència del prestigi de Bardem que contribuïa a rendibilitzar el film era la bona classificació que obtenia de cara a la recepció de subvencions. La categoria 1a A li va proporcionar una ajuda de 2.110.000 pessetas.

## El rodatge

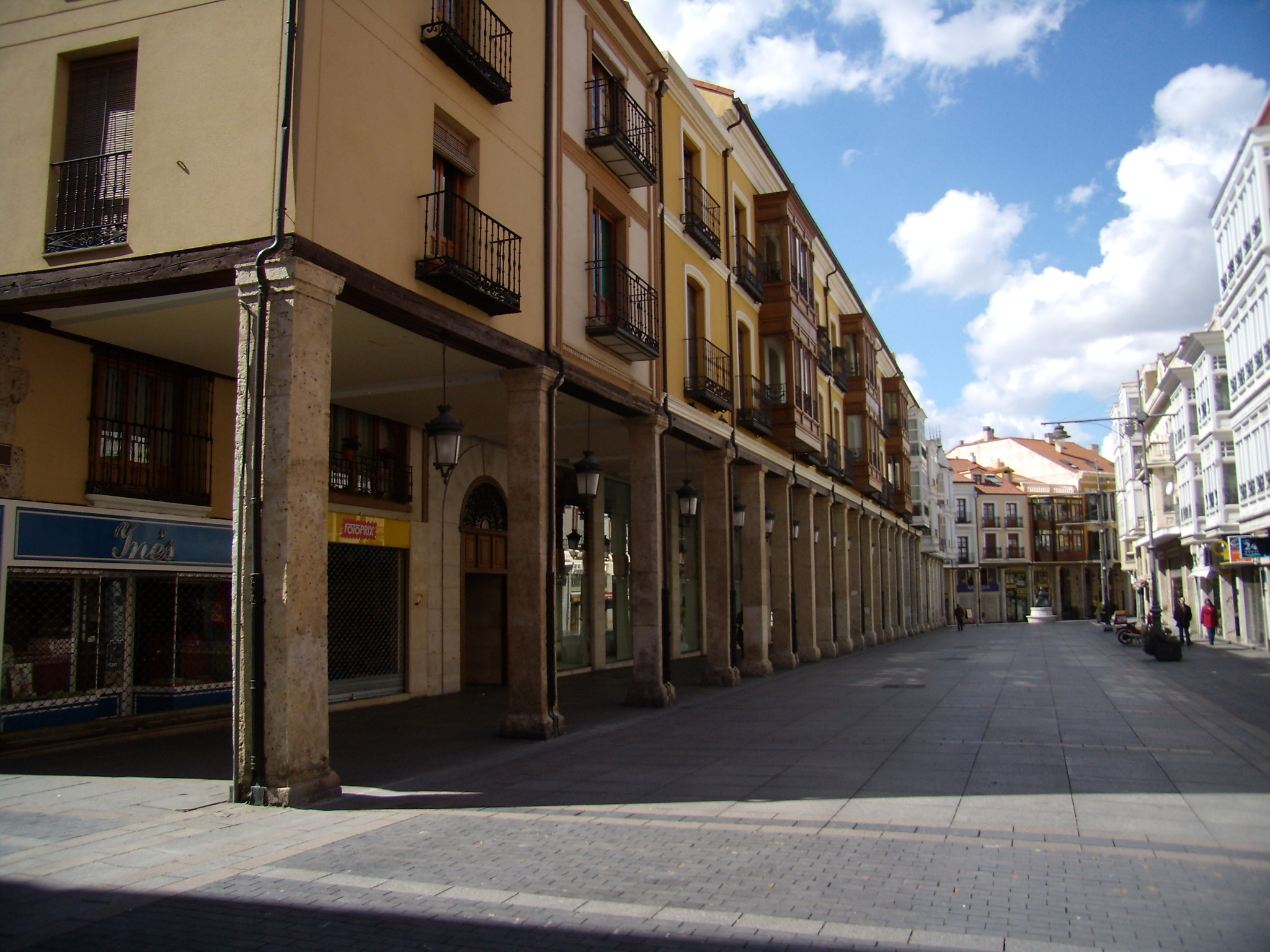
El rodatge d'exteriors va començar en Palència, on es va utilitzar el seu Carrer Major.

El rodatge va començar el gener de 1956 en Madrid, als Estudis Chamartín. Posteriorment, l'equip es va traslladar a Palència per a iniciar la filmació dels exteriors. Els exteriors de la pel·lícula es graven, en la seva majoria, en la part antiga de Conca i en la seva estació de tren. L'ombra que apareix baixant el carrer Sant Pere pertany a un veí, Mario Zamora Jiménez.
El 10 de febrer, durant la manifestació commemorativa de la mort de Matías Montero, es van produir enfrontaments a Madrid que van acabar amb un jove falangista ferit de bala al cap. L'escàndol va ocasionar una crisi de govern que va acabar amb la destitució dels ministres Ruiz-Giménez i Fernández-Cuesta. L'endemà, Bardem va ser arrestat a Palència i traslladat a les dependències de la Direcció General de Seguretat acusat d'un delicte d'opinió. Va haver-hi pressions encaminades a la substitució del director. Ja que la pel·lícula era una coproducció amb França, es va produir una considerable revolada, ja que els sindicats francesos van donar suport al detingut. També ho va fer l'actriu estatunidenca Betsy Blair, qui es va negar taxativament a continuar el rodatge si no era als ordes de Bardem. La revista italiana Cinema Nuovo li va dedicar un número monogràfic. Entre els qui van signar peticions de llibertat es trobava Charles Chaplin. Aquesta pressió va possibilitar l'alliberament del cineasta.
La detenció va convertir a Bardem en un símbol de l'oposició al règim de Franco i va ajudar la promoció internacional de la pel·lícula. Després del seu alliberament, l'equip va marxar a Conca per a continuar el rodatge i, després, en comptes de tornar a Palència es va traslladar a Logronyo. Sembla que el motiu del trasllat va ser el mal ambient que s'havia creat a la ciutat a conseqüència de la detenció. Algú de l'equip va assenyalar la similitud del Carrer Portales logronyès amb el Carrer Major palentí. Després d'aquests avatars, el rodatge va acabar el mes de març.

## Direcció
La crítica considera que Calle Mayor és una pel·lícula menys freda i rígida que les anteriors que Bardem havia dirigit en solitari. A tall d'exemple, s'assenyala que és menys freqüent que els personatges es trobin parlant d'esquena l'un a l'altre i separats per uns metres, com ocorria en Muerte de un ciclista. El que sí que persisteixen són els encadenaments verbals típics del director. Una de les seqüències mostra Isabel preocupada pel seu temor al fet que l'excés de felicitat que sent no pugui prolongar-se, i acaba preguntant a la seva criada «Què pot passar?». La següent comença amb un dels bromistes responent enèrgicament a Juan: «Res. Res. Res. Nosaltres no podem fer res».
Una de les seqüències més destacades, sobretot gràcies a la interpretació de Betsy Blair, és la de la processó, insòlit marc en el qual té lloc la declaració amorosa de Juan a Isabel. D'aquesta forma la religió fa acte de presència una vegada més en la pel·lícula malgrat els intents de la censura per evitar-la. Bardem utilitza un recurs pres de On the Waterfront, d'Elia Kazan i que ja havia utilitzat en la seva anterior pel·lícula: la música de la processó tapa les paraules de Juan, que són inaudibles per a l'espectador però comprensibles veient com es transfigura el rostre d'Isabel, i només el sobtat silenci dels instruments permet sentir a Juan cridar «T'estimo!», amb el consegüent disgust d'alguns fidels.
Una altra seqüència important és la del monòleg «Isabel, no tens promès?» que la protagonista recita davant el silenci del burlador, al costat del riu i amb la ciutat al fons. També és acurada la planificació de la transcendental seqüència en la qual Federico revela l'engany a Isabel en el buit saló de ball. Els plans de la sala buida des del punt de vista de la dona es veuen reforçats per l'ingrat so del piano que és afinat.
Ha estat discutida la seqüència en la qual, després de conèixer l'engany, Isabel es dirigeix a l'estació del ferrocarril a la trobada de Federico, qui li ha proposat que viatge amb ell a la capital per a evitar les burles. El director crea un clima de suspens en el qual l'espectador no sap si la dona arribarà a temps de prendre el tren o de comprar el bitllet. No obstant això, com aviat es revela, la qüestió no és si Isabel arribarà, sinó que no té destinació i està presonera de la societat en la que viu. Quan l'empleat li pregunta per a on vol el bitllet, ella s'adona que no té on anar.
L'aspre final no deixa concessions. Incapaç d'abandonar la seva ciutat, Isabel torna a casa sota la pluja caminant pel Carrer Major. La minuciosa planificació converteix una seqüència que podria ser lacrimògena en despietada. Els inclements bromistes riuen la seva gràcia al pas de la protagonista. Ja a casa, un pla general mostra l'habitació en la qual destaca el maniquí amb el vestit de festa que Isabel anava a portar al ball. Finalment, un primer pla de la ja oficialment conca des de l'exterior a través del cristall castigat per la pluja —per a alguns, símbol de les llàgrimes— mostra la seva imatge desdibuixada que sembla simbolitzar la supressió de la seva personalitat.
L'adscripció de la pel·lícula al corrent neorealista que alguns autors fan és discutida. En contra s'assenyala que el film se centra deliberadament només en dos personatges principals, allunyant-se així de l'observació de la realitat que el neorealisme deia buscar. Més aviat adapta les convencions del melodrama hollywoodià al context espanyol. El director va forçar les convencions cinematogràfiques d'un subgènere que podríem denominar «lacrimogen» (weepy, en anglès), però no per a parodiar-lo sinó per a buscar el suport popular i demostrar la seva autoria. Tots dos objectius van ser reeixits, perquè la pel·lícula va ser un èxit de públic i va obtenir un notable suport de la crítica en els festivals internacionals.
En la concessió dels premis Sant Jordi, Bardem va ser guardonat amb un Premi Especial pel seu treball a Calle Mayor. També va rebre el premi al millor director espanyol de la revista Triunfo.

## Personatges i intèrprets

### Repartiment
| Actor              | Paper                       |
| ------------------ | --------------------------- |
| Lila Kédrova       | Pepita                      |
| Josefina Serratosa | Doña Obdulia                |
| Julia Delgado Caro | La senyora de la processó   |
| José Prada         | Don Evaristo                |
| Pilar Gómez Ferrer | La senyora del Carrer Major |
| Manuel Guitián     | El taquillero               |
| Margarita Espinosa | Luciano                     |
| Pilar Vela         | Encarna                     |
| Elisa Méndez       | Monja 1a                    |
| Ángeles Bermejo    | Monja 2a                    |
| Amelia Orta        | Victoria                    |

| Actor                  | Paper      |
| ---------------------- | ---------- |
| Betsy Blair            | Isabel     |
| José Suárez            | Juan       |
| Yves Massard           | Federico   |
| Luis Peña              | Luis       |
| Dora Doll              | Tonia      |
| Alfonso Godá           | El calb    |
| Manuel Alexandre       | Luciano    |
| José Calvo             | El doctor  |
| Matilde Muñoz Sampedro | La minyona |
| René Blancard          | Don Tomás  |
| María Gámez            | La mare    |

### Isabel
Quan Bardem formava part del jurat del Festival de Canes en el qual presentava fora de concurs el seu Muerte de un ciclista, l'actriu estatunidenca Betsy Blair s'hi trobava presentant Marty, de Delbert Mann. El director espanyol va aprofitar la circumstància per a oferir-li el paper protagonista del seu pròxim projecte, Calle Mayor.
Blair era casada amb Gene Kelly i havia començat una prometedora carrera a Hollywood. Va aparèixer a Doble vida (George Cukor, 1947) al costat de Ronald Colman i va intervenir després en Niu d'escurçons (Anatole Litvak, 1947) al costat d'Olivia de Havilland. Però la seva carrera es va detenir a causa de les seves idees polítiques i a l'ofensiva del Comitè d'Activitats Antiamericanes. Les gestions del seu espòs li van permetre participar en Marty, que va suposar el seu major èxit que va ser premiada a Cannes i als BAFTA, així com la nominació al Oscar. Atès que era comunista, quan es desencadenva l'ofensiva macarthista va decidir a traslladar-se a Europa. Inicialment es va negar a participar en una pel·lícula realitzada en un país regit per un dictador, però Bardem la va convèncer explicant-li que precisament el film pretenia ser una crítica a la societat franquista. Bardem ja tenia una bona opinió de l'actriu des de la seva petita participació a Doble vida.

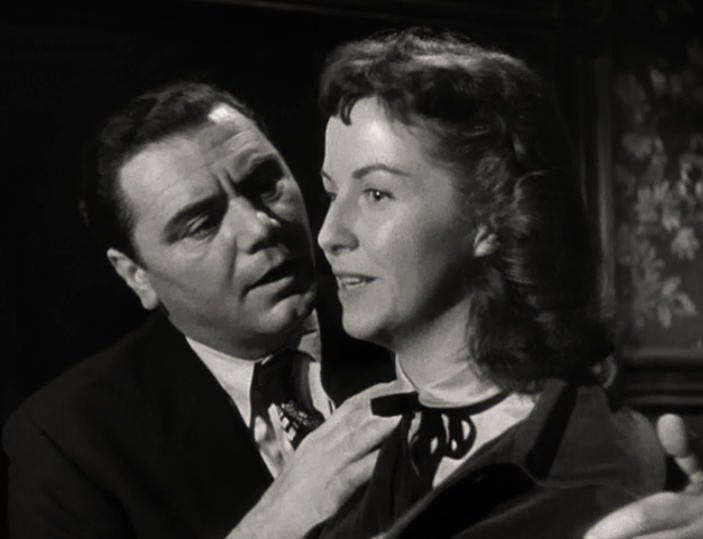
Marty —protagonitzada per Ernest Borgnine i Betsy Blair— va guanyar la Palma d'Or a Canes estant Bardem en el jurat.

Encara que inspirada en la Flora Trevélez de l'obra de Arniches, desapareix del personatge qualsevol caracterització ridícula. Isabel és una dona soltera de trenta-cinc anys. Ja que, conforme a les convencions socials imperants, només pot aspirar a casar-se, porta divuit anys intentant-ho. Per a això passeja pel Carrer Major i acudeix a missa, úniques activitats que li estan permeses, perquè ni tan sols el treball és acceptable per a una senyoreta de la seva posició. Quan Juan li declara el seu amor, ella es comporta igual que una adolescent, perquè no deixa de ser el seu primer xicot.
El personatge es revela a poc a poc més enllà de l'estereotip de conca en el qual ha estat encasellat per la societat. El fals amor de Juan li permet mostrar-se com una persona afectuosa, sensible, sincera i alegre; d'extremades dolçor i ingenuïtat. Està delicadament configurada per Bardem i Blair a base de grans primers plans remarcables gràcies a la interpretació de l'actriu estatunidenca. Entre ells destaquen els que la mostren quan posa davant el mirall o quan examina arrobada les entrades de cinema que signifiquen la seva primera cita. Es compon així el paper d'una dona que resulta víctima d'una societat que la confina a una vida erma. La seva tràgica imatge final després del vidre de la finestra forma part de qualsevol antologia del cinema espanyol.
La seva absència d'alternativa vital li impedeix fugir de la ciutat com li aconsella Federico. Ha estat educada per a dependre d'un marit, no té estudis superiors, manca de mitjans per a independitzar-se mitjançant el treball i ja no és prou jove com per a afrontar un radical canvi de vida.
En el pla final, Isabel contempla l'exterior des del tancament que és ara la seva casa, a través dels vidres en els quals l'aigua de la pluja distorsiona la seva imatge; una imatge que ha donat lloc a diverses interpretacions. Per a alguns analistes del film, compleix així la funció que la societat li reserva, però ho fa de forma conscient i per decisió pròpia. En això es diferencia també de Flora Trevélez, la destinació de la qual és decidit sempre per homes. Acata les fèrries normes socials. Ha tingut l'oportunitat d'escapar de la ciutat i la seva destinació, com li aconsellava Federico, però no s'ha atrevit a fer-ho i s'enfronta a un buit en el qual ni tan sols cap la redempció espiritual pròpia d'altres pel·lícules espanyoles de l'època, com a Cielo negro. D'aquesta forma, el seu final suposaria la resignada acceptació del fracàs, en una actitud similar a la de l'intel·lectual don Tomás. No obstant això, no falten els qui creuen que la imatge d'Isabel després del cristall batut per la pluja deixa un indici d'esperança. La derrota pot fer més forta a la dona que, ni plora ni es mostra ingènua o feble en aquest pla final.
El treball de Blair va obtenir la Medalla del Cercle d'Escriptors Cinematogràfics a la millor actriu estrangera en una pel·lícula espanyola. i un esment especial del jurat en el Festival de Venècia. Blair va interpretar el seu paper en anglès i va ser doblada en la versió en espanyol per l'actriu Elsa Fàbregas.

### Juan
Novament hi ha al cinema de Bardem un protagonista anomenat Juan, que ve a representar a la majoria silenciosa del poble espanyol. Procedent de la capital, s'ha integrat en la camarilla de calaveres ociosos. Juan col·labora en el que inicialment li sembla una broma però, a poc a poc, va prenent consciència que la seva burla pot acabar destruint a una persona innocent. Però Juan no és un malvat, sinó un personatge egoista i covard, i per la seva ment només passen sortides com l'assassinat o el suïcidi. Únicament la influència del seu amic Federico dona l'oportunitat de convertir-se en un personatge recuperable. La seva covardia s'evidencia al final del film. Completament embriac, afirma que es matarà perquè Isabel l'estimi sempre, però només aconseguirà fugir. El pla en picat en el qual contempla el riu simbolitza el condicionament social que li ha arrossegat.
Per al paper Bardem va recórrer a José Suárez, un galant de Suevia Films amb escàs prestigi actoral fins llavors a causa d'una actuació excessivament enrederada, però del qual el director va aconseguir excel·lents prestacions. Suárez va aconseguir una de les seves millors interpretacions, i l'èxit de la pel·lícula li va obrir les portes del cinema italià. El seu treball li va valer el premi al millor actor atorgat per la revista Triunfo.

### Federico
Federico guarda una llunyana similitud amb el Marcelino de La señorita de Trevélez, perquè tots dos transiten entre diferents visions de la realitat i actuen com a jutges. Però, a part de ser més jove que el personatge d'Arniches i ser foraster, no ajuda als bromistes sinó que s'hi enfronta. Està interpretat per l'actor francès Ives Massard, qui va ser doblat en la versió espanyola per Fernando Rey.
Aquest personatge actua com a portaveu del propi Bardem. El seu desig és acabar amb aquesta societat provinciana caduca a la qual el director de la pel·lícula identifica amb el franquisme. És el primer personatge del director que respon al model de l'heroi del realisme socialista. En el primer guió el seu nom era Federico Artigas, que era un dels noms falsos que utilitzava per aquella època el dirigent comunista Jorge Semprún quan es movia en la clandestinitat. Finalment, Bardem va suprimir el cognom, encara que Semprún sempre va considerar l'homenatge com una temeritat que li posava en perill. Per al director era lògic identificar el personatge positiu de la cinta amb l'activista que intentava organitzar als universitaris. Federico és el personatge que ve de la capital i no combrega amb les idees provincianes.
No obstant això, s'ha criticat que el personatge es ressent de cert monolitisme en ser excessivament positiu en tots els seus comportaments. No només aconsella a Juan que interrompi l'engany, sinó que es nega a entrar en el prostíbul, s'enfronta als companys de Juan, critica la covardia de don Tomás i acabarà comptant la veritat a Isabel.

### Don Tomás

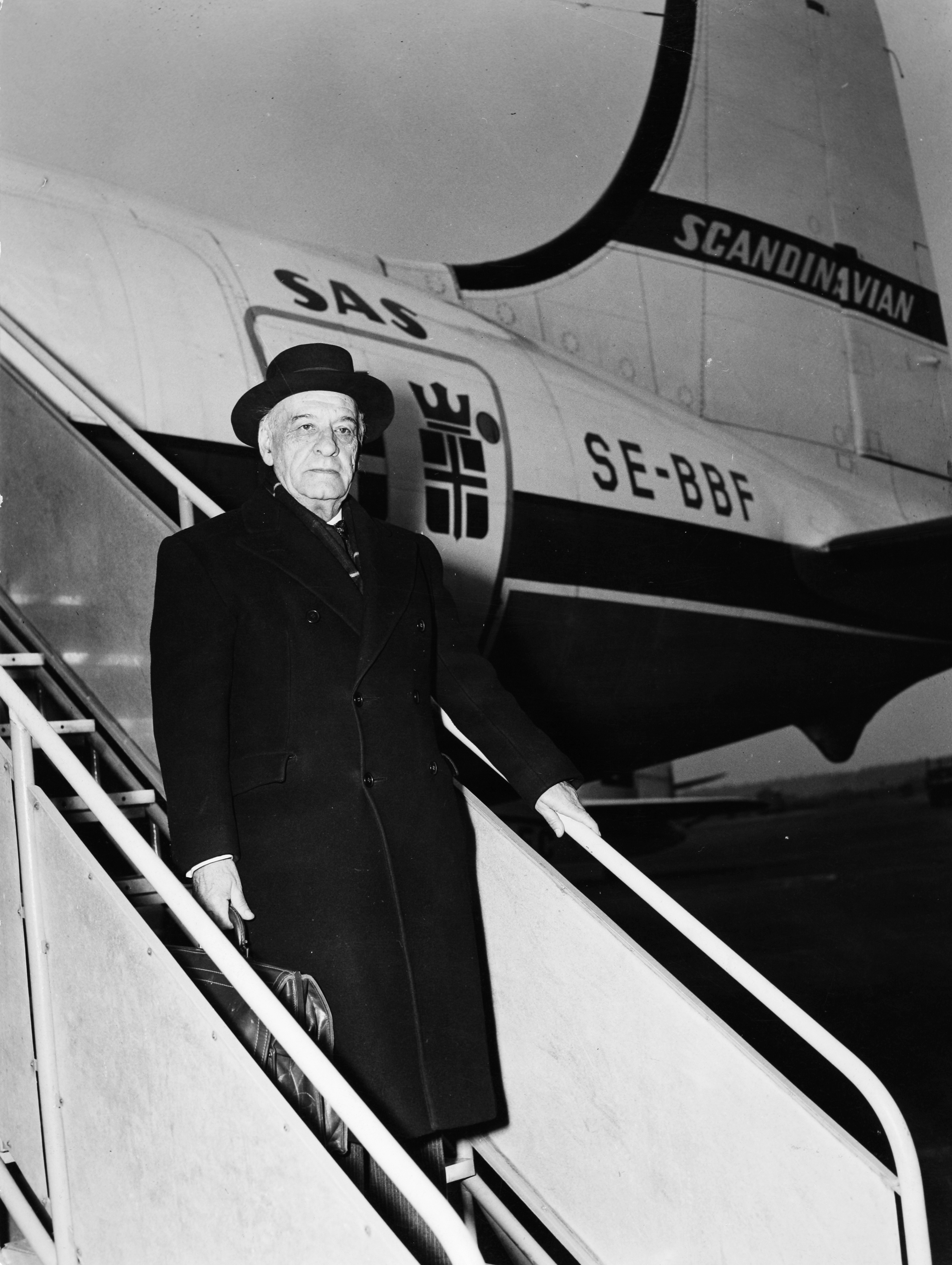
Bardem censurava indirectament el retorn d'Ortega a Espanya.

L'actor francès René Blancard interpreta don Tomás. Igual que Federico, don Tomás és un intel·lectual, encara que de major prestigi. És el personatge que sofreix la broma que obre la pel·lícula, i Federico acudeix a la ciutat de províncies per a parlar amb ell i demanar la seva col·laboració en la revista en la qual treballa. No obstant això, el seu paper acabarà sent negatiu, perquè es nega a influir en la joventut provinciana i prefereix assaborir una copa de vi a implicar-se en el conflicte. José Ortega y Gasset va ser el principal model del personatge, encara que també té una mica de Miguel de Unamuno. De fet, els intents de Bardem d'anomenar-lo José o Miguel van ser rebutjats per la censura. El derrotisme del personatge, que prefereix assumir l'esperit provincià a rebutjar-lo, representa per a Bardem la postura de la intel·lectualitat de l'Espanya franquista.

### Tonia
Isabel no és l'únic personatge femení. La prostituta Tonia porta una existència paral·lela malgrat el diferent de la seva condició social. Secretament enamorada de Juan, també ella està a l'espera que arribi un home que la rescati amb el matrimoni de la seva situació atípica. En un encadenament de seqüències que reforça les similituds entre ambdues, veiem que una conclou amb Isabel mirant per la finestra esperant a Juan, i la següent s'inicia amb Tonia mirant per una altra finestra, probablement esperant al mateix home. Juntament amb Federico, és l'únic personatge que intenta convèncer Juan que confessi la veritat a Isabel. Dora Doll va ser l'actriu francesa que va interpretar el paper.

### Els amics de Juan
El grup en el qual s'ha integrat Juan no té una vida més plena que les conques a les que menyspreen. Combaten el tedi bevent, visitant un fosc bordell i gastant bromes pesades als seus veïns. L'objectiu de la burla que maquinen contra Isabel és acabar amb qualsevol vestigi d'esperança per trobar marit que ella pugui mantenir, ja que els sembla que aquesta il·lusió a la seva edat atempta contra el decòrum social. No es tracta només d'una broma, sinó d'un autèntic escarment.
A diferència dels desocupats personatges d' Els inútils, tots ells treballen, per la qual cosa esperen l'arribada del dissabte com a dia d'expansió. Es començarà en el casino, seguirà la visita als bars, perquè la beguda és ingredient principal de l'oci masculí provincià, i la culminació arribarà al bordell. El diumenge, no obstant això, correspon assistir a missa i passejar o anar al cinema amb la família.
El seu caràcter pot veure's quan Federico s'encara amb ells i els insulta. Dos d'ells es dirigeixen cap a ell per a confrontar mentre reclamen l'ajuda dels altres, però un es fa a un costat i Luciano, sorprès en veure's només, és posat fora de combat fàcilment pel foraster. En la seqüència final, riuran sense cap compassió al pas de la burlada Isabel, mostrant així la mesquinesa de la societat de la ciutat provinciana que gaudeix amb la desgràcia aliena.
El grup està interpretat pels actors espanyols Luis Peña, Alfonso Godá, Manuel Alexandre i José Calvo.

### La ciutat
Però, segons el parer d'alguns autors, el protagonisme de la pel·lícula no és d'un individu sinó d'una col·lectivitat: la ciutat provinciana. Don Tomás defineix perfectament l'essència d'aquesta: «Les campanes de la catedral, els seminaristes per l'Albereda en el crepuscle de tres en tres i el passeig pel Carrer Major». Com es veu, malgrat la censura, Bardem va aconseguir incloure a la religió com un dels elements determinants de la ciutat i de la tragèdia que allí es viu, amb la presència permanent de la catedral i el tañir de les seves campanes. La moral tradicional imposa a les dones un únic propòsit en la vida: contreure matrimoni. Però permet als homes la plec de visitar el prostíbul el dissabte a la nit i anar a missa el diumenge al matí. En suma, mostra una societat basada en la mentida i l'exclusió d'aquells als qui no aconsegueix assimilar.
Alguns dels llocs descrits tenen profunda tradició en la literatura espanyola que descriu les ciutats provincianes. Per exemple, la pensió en la qual viu el jove solter que, com a punts altres, no pot permetre's pagar un apartament. O el casino, lloc d'esplai dels homes però sense el menor vestigi d'activitat cultural; un punt de reunió que ja apareixia a La señorita de Trevélez. O l'església, espai femení per excel·lència que Juan ha d'envair per a seduir a Isabel. L'albereda, situada fora de l'opressiva ciutat, és el paratge natural en el qual la parella pot parlar amb sinceritat i lliurar-se a mostres d'afecte; però també on Juan s'adona de la gravetat de la burla a la qual s'està dedicant. Uns altres són més moderns, com la sala de cinema esmentada mitjançant una el·lipsi, un lloc fosc en el qual els nuvis poden aproximar-se més del que està permès socialment.
El Carrer Major és el lloc pel qual la gent passeja a determinades hores, observant als altres i deixant-se veure. Això permet criticar els comportaments dels qui han fet una cosa reprotxable socialment o dels qui no han aconseguit contreure matrimoni a certa edat. Des de cert punt de vista, és també símbol de l'Espanya del moment. Sense realitzar cap esment al règim polític imperant, Bardem critica el seu masclisme i la seva exagerada religiositat; però critica, sobretot, a la societat.
Símbol de la possibilitat d'escapatòria és l'estació de ferrocarril. És allí on Juan i Isabel entaulen conversa abans que es trami la burla contra la dona. El comentari d'aquesta que li agrada anar allí sense motiu aparent revela el seu desig de llibertat. També és allí on, al final, Federico esperarà inútilment a Isabel per a possibilitar la seva fugida a la capital.
Encara que el rodatge en es va repartir entre tres ciutats castellanes diferents —Palència, Conca i Logronyo— separades per centenars de quilòmetres, el resultat final configura una ciutat versemblant i demostra que el realisme no depèn de qüestions accessòries.

## Música
Bardem no era gaire partidari de la música al cinema i la utilitzava poc en les seves pel·lícules. Per a Calle Mayor va comptar amb el concurs del compositor argentí Isidro B. Maiztegui, qui ja havia col·laborat amb ell en Felices pascuas i Muerte de un ciclista. Maiztegui s'havia establert a Espanya en 1952 i havia col·laborat amb diversos directors. No obstant això, la partitura que va compondre per al film era excessivament monòtona, fins al punt que el productor Manuel Goyanes, després de visionar la cinta, va dir que era la pel·lícula més avorrida que havia vist mai; i Ricard Muñoz Suay va assenyalar que el problema era la banda sonora.
Va ser el productor francès, Serge Silberman, qui va requerir la col·laboració del francès d'origen hongarès Joseph Kosma —antic col·laborador de Jean Renoir— per a millorar la música del film. El resultat es va estendre a la versió en espanyol, donant lloc a una banda sonora de notable importància. Inclou un excel·lent tema per a Isabel, un sentimental vals compost per Kosma, mentre que els moments més dramàtics es veuen reforçats per una estrident música. D'aquesta forma no només s'acarona a la protagonista femenina, sinó que la hi diferencia de la resta de la ciutat. Quan Isabel arriba il·lusionada al casino amb la perspectiva de l'imminent ball en el qual creu que s'anunciarà el seu compromís matrimonial, un músic està afinant el piano. Les frases amb les quals Federico va dissipant l'alegria d'Isabel es veuen acompanyades per les dures notes de l'instrument, subratllant així l'impacte que provoquen en Isabel. L'afinador en qüestió és el propi Maiztegui. Quant a la fugida d'Isabel del casino, va acompanyada d'uns sons atonals gairebé experimentals.

## Fotografia
La fotografia del francès Michel Kelber es caracteritza pels abundants clarobscurs i tenebres, tant en interiors com en exteriors. S'aconsegueix així un to opressiu que només s'alleuja en la lluminosa seqüència de l'albereda, en la qual Isabel, fora de l'atmosfera de la ciutat, aconsegueix expressar els seus sentiments amb sinceritat. Un contrast similar s'aprecia en una seqüència muntada en paral·lel en la qual es veu als dos protagonistes: ella a la seva casa, que és presentada amb netedat en la seva senzillesa i perfectament il·luminada; ell en la seva petita habitació de la pensió, desordenada i fosca.

## Recepció i transcendència

### Presentació a Venècia
Després d'adonar-se de la lectura política de Muerte de un ciclista, les autoritats van estrènyer el cèrcol sobre Bardem, a qui veien com un enemic públic. Per això es van oposar als desitjos del realitzador de presentar Calle Mayor a concurs en el Festival de Venècia. No obstant això, la pel·lícula era una coproducció amb França i Cesáreo González va aconseguir enviar a aquest país una còpia de contraban. El coproductor Serge Silberman va amenaçar amb exhibir-la al festival com a producció francesa. Davant això, el govern de Franco va haver de cedir i, indignat, va presentar el film com a espanyol. L'estrena internacional va ser el 6 de setembre de 1956. La pel·lícula va estar a punt d'aconseguir el Lleó d'Or, que va quedar finalment desert, però l'acta del jurat reconeixia que tant Calle Mayor com L'arpa birmana havien tingut possibilitats d'obtenir el màxim guardó, i lloava el «mestratge tècnic» i «sinceritat moral» de la primera. Sí que va aconseguir el Premi de la Crítica (FIPRESCI) conjuntament amb Gervaise, de René Clément. I Betsy Blair va aconseguir un esment especial del jurat. L'èxit va obrir a la pel·lícula diversos mercats internacionals, inclòs l'estrena a Nova York. És indubtable que la posició política de Bardem i la seva detenció durant el rodatge van ajudar l'èxit.

### Estrena a Espanya
Calle Mayor va ser estrenada a Espanya al cinema Windsor de Barcelona el 5 de desembre de 1956. A Madrid es va estrenar al cine Gran Vía el 7 de gener de 1957. La projecció va ser acompanyada d'ovacions en diversos moments i, en concloure, després d'uns instants de silenci es va originar una cridòria d'entusiasme del públic assistent. Dècades més tard, el crític Ángel Fernández-Santos rememorava l'esdeveniment, al qual va assistir sent un jove estudiant universitari. Recordava una successió interminable d'aplaudiments i crits que, al seu entendre, van suposar un «esclat d'alegria» que va romandre en la memòria col·lectiva com a reacció a la dictadura. La pel·lícula va romandre en cartell durant vint-i-vuit dies.
La crítica espanyola es va dividir en el seu moment. Alguns autors van negar la intencionalitat social de la pel·lícula, i no van faltar els qui la van titllar de falsa. No obstant això, els comentaris van ser favorables cap al personatge d'Isabel i la interpretació de Betsy Blair.

### Altres guardons
A més dels premis ja esmentats a director i intèrprets, a Espanya la pel·lícula va ser guardonada amb el Quart Premi del Sindicat Nacional de l'Espectacle, el Premi Sant Jordi a la millor pel·lícula espanyola i els premis a la millor pel·lícula espanyola concedits per les revistes Fotogramas i Triomf. També va obtenir el Premi Cantaclaro en Veneçuela i el Premi Ploma d'Or a Àustria. La revista italiana Cinema Nuovo també la va distingir com a millor film de l'any.

### Plagis o influències?
Des de Muerte de un ciclista, a Bardem li acompanyava l'acusació de plagi. Aquesta es va incrementar amb Calle Mayor. S'han ressaltat certes semblances de la pel·lícula amb Els inútils, dirigida per Federico Fellini quatre anys abans. Diversos autors han assenyalat que, mentre la pel·lícula italiana té un plantejament moral, el de l'espanyola és més social i polític; però també és cert que el deambular noctàmbul de tots dos grups de troneres té una gran similitud.

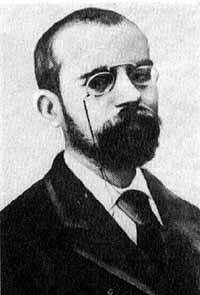
El ressò de La Regenta de Clarín està molt present en la pel·lícula.

També s'ha assenyalat un punt de contacte amb Les maniobres de l'amor, dirigida en 1955 per René Clair. Però es redueix al fet que en totes dues pel·lícules un home sedueix a una dona a conseqüència d'una aposta. Tots dos films segueixen després camins molt diferents, sense que en la pel·lícula francesa es faci cap denúncia de la vida provinciana. La diferència és particularment notable entre els dos seductors protagonistes masculins.
Més similituds existeixen amb Marty, pel·lícula que s'entronca dins d'un corrent de «neorealisme a l'americana» que agradava a Bardem. El film de Delbert Mann va ser exhibit al Festival de Cannes en el qual el director espanyol va ser membre del jurat, i allí mateix est va oferir al seu protagonista Betsy Blair el paper d'Isabel. Amb això es va repetir la situació en la qual Lucia Bosè havia treballat en Crònica d'un amor abans d'interpretar a la Maria José de Muerte de un ciclista. Les referències actorales eren habituals en Bardem a aquella època. No obstant això, malgrat les clares similituds entre Isabel i la Clara Snyder de Marty, sembla que quan el director espanyol li va oferir el paper a Blair encara no havia vist la pel·lícula estatunidenca. Sí havia vist i recordava el petit paper interpretat per l'actriu americana a A Double Life, pel·lícula dirigida per George Cukor que havia estat estrenada a Espanya en 1948.
Un dels principals artífexs de la tesi de la suposada tendència plagiària de Bardem va ser Robert Benayoun. Després de la presentació de la pel·lícula a Venècia, el crític francès va publicar un article en la revista Positif en el qual assenyalava la notable influència que en la cinta tenien Els inútils i Les maniobres de l'amor, i es preguntava quan deixaria de consultar Bardem les pel·lícules dels seus contemporanis.
Molt clar és el pes d'un director ideològicament tan llunyà de Bardem com Elia Kazan. Com s'ha dit, la seqüència de l'església entre Juan i Isabel sembla calcada d'una similar de Viva Zapata! I la declaració durant la processó està inspirada en un recurs usat a On the Waterfront.
Una influència cinematogràfica espanyola és la de l'esmentada Cielo negro (Manuel Mur Oti, 1951). En aquest pel·lícula la burla és organitzada per una dona, però recorre a un poeta mercenari perquè escrigui cartes d'amor a la protagonista fent-li creure que procedeixen d'un amic de l'enganyada. Com a Calle mayor, la protagonista només pot aspirar al matrimoni per a tenir una vida plena.
Però hi ha també influències extracinematográfiques, principalment literàries. Una d'elles és la de Doña Rosita la soltera, l'obra teatral de Federico García Lorca, si bé està més en certs ressons temàtics que en situacions concretes. Una altra és la de determinats poemes d'Agustín de Foxá.
El retrat de la societat provinciana es pot trobar en nombrosos escriptors espanyols, com Larra, Valle-Inclán, Azorín, Antonio Machado i, principalment, a La Regenta de Clarín. També el Don Juan Tenorio de Zorrilla és un clar referent.

### Valoracions
La crítica espanyola de l'època va acollir el film de manera diversa. Luis Gómez Mesa el va desqualificar globalment dient que era fals i convencional i que l'únic personatge autèntic era el d'Isabel. Uns altres es van obstinar a negar el contingut de crítica social. José María García Escudero va elogiar el personatge d'Isabel, però va criticar la forma unilateral en què es presentava la qüestió provinciana.
Avui la crítica considera majoritàriament que Calle Mayor és la culminació del cinema de Bardem. Es considera que, després de certs excessos formalistes en els seus anteriors films rodats en solitari, el director va aconseguir trobar un equilibri entre el discurs polític i l'estètica cinematogràfica; cosa que beneficia la seva intenció crítica. El resultat final s'aproxima així al classicisme del cinema de Hollywood, al qual s'afegeix la influència del Neorealisme; tot això amb alguns tocs de la tradició literària espanyola que retrata la vida provinciana, principalment Clarín i Benito Pérez Galdós. Es valora especialment l'acabat tècnic del film i la direcció d'actors, i es critiquen certs residus de l'excessiu didactisme del realitzador.
No obstant això, no falten veus crítiques que censuren l'excessiu apilament d'elements negatius definidors de la ciutat provinciana per part de Bardem.

### Influència posterior
Malgrat estar ambientada en l'Espanya franquista dels anys 1950, s'ha assenyalat la influència de Calle Mayor en la coproducció entre els EUA i el Canadà En companyia d'homes (Neil LaBute, 1997). En ella, dos joves executius encarnats per Aaron Eckhart i Matt Malloy planegen una venjança contra el sexe femení en la persona d'una secretària sorda (Stacy Edwars) a la qual intenten seduir i abandonar posteriorment.

## Retorno a Calle Mayor
En 1986, amb motiu de la celebració del trentè aniversari de l'estrena de Calle Mayor, es va celebrar un acte commemoratiu en el qual Bardem es va retrobar amb Betsy Blair, Ives Massard i Dora Doll. Allí va concebre el director la idea de realitzar una seqüela que mostrés, al cap de les dècades, l'evolució dels diferents personatges. Encara que el realitzador madrileny va mantenir el projecte de Retorno a la Calle Mayor fins al final dels seus dies, mai va aconseguir el finançament necessari per a materialitzar-lo.

## Premis
| Categoria                                                                                             | Premiats            |
| --- | ------------------- |
| Premi de la Crítica de la 17a Mostra Internacional de Cinema de Venècia                               |                     |
| Esment especial del jurat del Festival Internacional de Cinema de Venècia                             | Betsy Blair         |
| Quart premi del Sindicat Nacional de l'Espectacle                                                     |                     |
| Premi Sant Jordi a la millor pel·lícula espanyola                                                     |                     |
| Premi Sant Jordi especial                                                                             | Juan Antonio Bardem |
| Fotogramas de Plata a la millor pel·lícula espanyola                                                  |                     |
| Premi Triunfo a la millor pel·lícula                                                                  |                     |
| Premi Triunfo al millor director                                                                      | Juan A. Bardem      |
| Premio Triunfo al millor actor                                                                        | José Suárez         |
| Medalla del Cercle d'Escriptors Cinematogràfics a la millor actriu estrangera en pel·lícula espanyola | Betsy Blair         |
| Premi Cinema Nuovo a la millor pel·lícula                                                             |                     |
| Premi Cantaclaro                                                                                      |                     |
| Premi Ploma d'Or                                                                                      |                     |